# Paragripopteryx munoai
Paragripopteryx munoai är en bäcksländeart som först beskrevs av Benedetto 1969.  Paragripopteryx munoai ingår i släktet Paragripopteryx och familjen Gripopterygidae. Inga underarter finns listade i Catalogue of Life.